# Vigjilenca Abazi
Vigjilenca Abazi (mac. Вигиленца Абази; ur. 1994 w Skopje) – północnomacedońska prawniczka pochodzenia albańskiego, posiadająca tytuł LLM na Uniwersytecie Amsterdamskim i na Yale Law School. Autorka ponad 30 publikacji; część prezentowano w mediach informacyjnych Bloomberg, Der Spiegel oraz Le Monde, prace były również przetłumaczone na języki rosyjski, niemiecki, hiszpański.

## Życiorys
Ukończyła studia doktorskie na Uniwersytecie Amsterdamskim, następnie była stypendystką programu Fulbrighta na Columbia Law School.
Udzielała porad prawnych Parlamentowi Europejskiemu oraz Radzie Europy, współtworzyła dyrektywę Unii Europejskiej w sprawie ochrony sygnalistów. W 2019 roku opublikowała pracę pod tytułem Secrecy and Oversight in the European Union, która została wydana przez Uniwersytet Oksfordzki.
Pełni funkcję adiunkta prawa europejskiego na Uniwersytecie w Maastricht. Została zaproszona na łącznie ponad 50 wykładów i rozmów, które odbywały się między innymi na Harvard Law School, Uniwersytecie Oksfordzkim, Europejskim Instytucie Uniwersyteckim, Uniwersytecie Tokijskim, w Instytucie Nauk Politycznych w Paryżu, Fundacji Getulia Vargasa oraz w kampusach New York University w Abu Dhabi, Nowym Jorku, Florencji i Paryżu. W celu zaprezentowania swoich badań, zapraszano ją również do Parlamentu Europejskiego oraz holenderskiego parlamentu.